# 국민빵
국민빵(National Loaf)은 통밀가루에 칼슘과 비타민을 첨가한 통밀빵으로, 제2차 세계 대전 중 제빵사 연맹 (FOB), 특히 롤랜드 고든 부스 박사에 의해 영국에서 도입되었다. 1942년에 도입된 이 빵은 더 영양가가 높다고 알려진 통밀가루로 만들어졌으며, 구루병과 같은 영양 결핍을 예방하기 위해 강화되었다. 밀가루 수입을 위한 운송 공간이 제한적이었고 (국내 밀도 제한적이었음), 따라서 제한된 자원을 보다 효율적으로 사용하는 것이 중요한 고려 사항이었다. 이 빵은 1956년 10월에 폐지되었다.
정부와 협력하여 FOB는 통밀빵을 위한 네 가지 요리법을 발표했으며, 이는 영국에서 합법적으로 빵을 만드는 데 사용할 수 있는 유일한 요리법이 되었다. 국민 빵은 회색빛이 돌고 질척이며 맛이 없다는 비판을 받았다. 흰빵이 구할 수 없게 되자 일곱 명 중 한 명만이 국민 빵을 선호했다. 정부는 영국으로 식량을 운송하는 데 공간을 절약하고 기존 밀 재고를 더 잘 활용할 수 있도록 했기 때문에 국민 빵을 고집했다.
1942년 버킹엄 궁전을 방문한 미국 영부인 엘리너 루스벨트는 "우리는 금과 은 접시에 음식을 대접받았지만, 빵은 다른 모든 가족이 먹어야 했던 전쟁 빵과 같은 종류였다"고 말했다.
국민 빵이 1956년에 폐지되었을 때, 영양실조 증가를 막기 위해 모든 비통밀빵에 칼슘, 철, 비타민 B1 (티아민) 및 나이아신을 강화하도록 요구하는 법이 통과되었다.

## 같이 보기
- 영국의 배급
- 촐리우드 공정 -- 영국에서 재배되는 저글루텐 온대 밀과 같은 밀로 빵을 만드는 데 사용된다. 전통적인 강력분으로 만든 경질밀에 비해 질척한 빵을 만든다.
- 울턴 파이

## 추가 문헌
- Braine, Theresa (2020년 4월 12일). “British bakers have reintroduced World War II bread in fight against coronavirus”. 《데일리 뉴스 (뉴욕)》. 2020년 4월 13일에 확인함.